# 食火徒
在美国历史上，食火徒是对一群来自南北战争前的南方、支持奴隶制和南方独立的激进民主党人的一个蔑称。食火徒们主张将南部各州分离成一个新的国家，这些州后来成为联盟国。该团体的带头者是南卡罗来纳州的罗伯特·瑞特。一些组织成员试图促使美国恢复参与自1808年以来就已经非法的大西洋奴隶贸易。

## 影响
食火徒激进地支持南方州从联邦分裂，是1850年代美国本位主义的代表，相当大程度上促使了南北战争的爆发。在战前，南部州活跃着支持奴隶制的少数派极端分子团体，大肆削弱当时美国脆弱的团结。该团体以埃德蒙·鲁芬（Edmund Ruffin），罗伯特·瑞特（Robert Rhett），路易·威格法尔（Louis T. Wigfall）和威廉·朗兹·扬西（William Lowndes Yancey）等人为代表。早在1851年，就有南方人和北方人以带有贬义的“食火徒”称呼这些极度偏离政治主流的个人。这个称谓最终被用来专指那些主张分裂独立的南方极端者。
1850年，在田纳西州纳什维尔举行的一次大会上，食火徒们以南方与北方之间不可调和的分歧为由，敦促南方分裂，并利用宣传激起民众对北方的愤怒。但是，1850年妥协案和其他温和的调解一度减轻了食火徒掀起的情绪。在1850年代后期，该团体重新崛起。在1856年的总统大选中，食火徒以分裂为威胁，说服北方人投票给詹姆斯·布坎南。他们利用最近的几个事件进行宣传，其中包括“流血的堪萨斯”事件和萨姆纳·布鲁克斯事件（Caning of Charles Sumner），指控北方试图立即废除奴隶制，并说服了很多南方人。然而，尽管党内有废奴主义情绪，反对蓄奴的1860年共和党总统候选人林肯仍承诺不废除南部各州的奴隶制，而只是防止其扩展到西部领地。
林肯当选后，食火徒先是在南卡罗来纳州展开活动，该州于1860年12月通过了《退出法令》，脱离联邦。威格法尔积极鼓励对萨姆特堡进行袭击，以促使弗吉尼亚州和其他南部州脱离联邦。食火徒的行为产生了连锁反应，最终导致了美利坚联盟国的形成和南北战争的爆发。大战开始后，他们的影响力迅速减弱。

## 著名的食火徒
- 约瑟夫·布朗（英语：Joseph E. Brown），1857-1865年佐治亚州州长
- 约翰·卡德威尔·卡尔霍恩，1825-1832年美国副总统
- 詹姆斯·德波（英语：James Dunwoody Brownson De Bow），德波评论（英语：De Bow's Review）出版者
- 马克西·格雷格（英语：Maxcy Gregg），南卡罗来纳州律师，1860年南卡人民大会代表[4]
- 托马斯·辛德曼（英语：Thomas C. Hindman），1859-1861年阿肯色州第一國會選區联邦众议员
- 劳伦斯·凯特（英语：Laurence M. Keitt），1857-1860年南卡罗来纳州第三国会选区（英语：South Carolina's 3rd congressional district）联邦众议员
- 威廉·迈尔斯（英语：William Porcher Miles），1857-1860年南卡罗来纳州第二国会选区（英语：South Carolina's 2nd congressional district）联邦众议员
- 爱德华·奥尼尔（英语：Edward A. O'Neal），阿拉巴马州律师
- 埃德蒙·佩图斯（英语：Edmund Pettus），第七巡回法庭法官，阿拉巴马州律师
- 约翰·佩图斯（英语：John J. Pettus），密西西比州长，密西西比州脱离联邦的领导者[5][6]
- 弗朗西斯·皮更斯（英语：Francis Wilkinson Pickens），南卡罗来纳州州长，授权向西部之星号货轮开火
- 罗杰·普莱尔（英语：Roger Atkinson Pryor），1859-1861年弗吉尼亚州第四国会选区（英语：Virginia's 4th congressional district）联邦众议员

- 约翰·奎特曼（英语：John A. Quitman），1855-1858年密西西比州第五国会选区（英语：Mississippi's 5th congressional district）联邦众议员，1850-1851年密西西比州州长
- 罗伯特·瑞特，1850-1852年南卡罗来纳州联邦参议员
- 埃德芒德·鲁芬，弗吉尼亚州种植园主，“打响内战第一枪”
- 罗伯特·图博斯（英语：Robert Toombs），1853-1861年佐治亚州联邦参议员
- 内特·塔克（英语：Nathaniel Beverley Tucker），弗吉尼亚州威廉与玛丽法学院法律教授，律师
- 路易·威格法尔（英语：Louis Wigfall），1859-1861年得克萨斯州联邦参议员
- 威廉·朗兹·扬西，1844-1846年阿拉巴馬州第三國會選區联邦众议员
- 大卫·于李（英语：David Levy Yulee），1855-1861年佛罗里达州联邦参议员

## 笔记
1. ↑  William J. Cooper, Jr. and Thomas E. Terrill. . Rowman & Littlefield. 2008: 363  [2021-02-24]. ISBN 9780742563995. （原始内容存档于2021-01-11）.
2. ↑  Walther, Eric. . LSU Historical Dissertations and Theses. 1988-01-01  [2021-03-04]. （原始内容存档于2021-01-17）. （页面存档备份，存于）
3. ↑  Wilson, Douglas L. Lincoln and Abolitionism （页面存档备份，存于） The Gilder Lehrman Institute of American History. Retrieved March 30 2016.
4. ↑  . Columbia, S.C., R. W. Gibbes, printer to the Convention. 1862.
5. ↑  Sansing, David G. . Mississippi Historical Society. December 2003  [2014-06-07]. （原始内容存档于December 8, 2015）. （页面存档备份，存于）
6. ↑  Dubay, Robert W. . Univ. Press of Mississippi. 1975: 15  [2021-02-24]. ISBN 9781617033537. （原始内容存档于2016-06-17）.